# Vasalundshallen
Vasalundshallen är en idrottshall i Vasalund, Solna kommun där främst basket samt volleyboll utövas. Intill idrottshallen ligger Solna gymnasium. Idrottshallen ägs av Solna kommun. Fram till 2022 fanns även en simhall, men som byggdes om till en idrottshall.

## Verksamhet
Sporthallen består av tre planer. En huvudplan, två mindre planer som kallas östra och västra salen. I anslutning till f.d. simhallen finns gym och gruppträning samt även en yta för co-working. AIK Baskets ungdomslag har hallen som träningshall samt för hemmamatcher. Klubben Harem har också sina hemmamatcher i hallen eftersom de inte äger någon egen spelgodkänd hall. En del skolor har sin idrott där som oftast äger rum i någon av de mindre salarna. Till exempel bedriver Solna Gymnasium sin idrott samt basketträning där.

## Historik
Vasalundshallen invigdes den 15 december 1957. Anläggningen ritades av arkitekten Nils Tesch, som även står bakom intilliggande Solna gymnasium, som byggdes cirka 10 år tidigare.
År 2013 rustades hallen upp till en kostnad av 20 miljoner kr.
År 2022 beslutade kommunen att Vasalundsbadet skulle stänga i och med byggandet av Solna simhall och att simhallens yta skulle byggas om till idrottshall, bl.a. för basketboll och volleyboll till en kostnad av 100 miljoner kr. Andra delen av Vasalundshallen skulle anpassas för mindre ytkrävande idrotter, som dans och kampsport. År 2023 aviserade det nyvalda kommunstyret att kostnaden för upprustningen skulle landa på 212 miljoner kr.

## Bilder

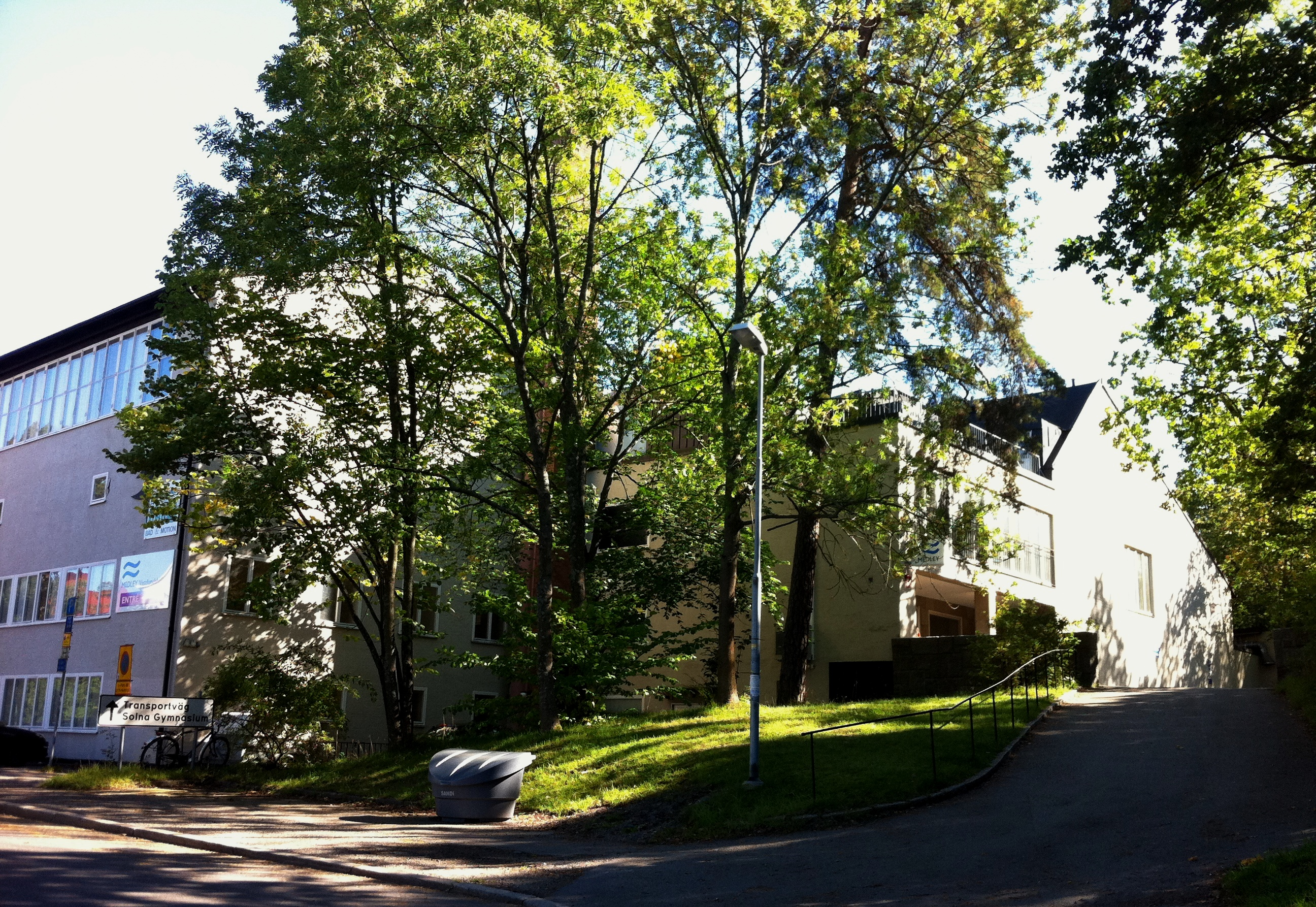
Vasalundshallen 2011.
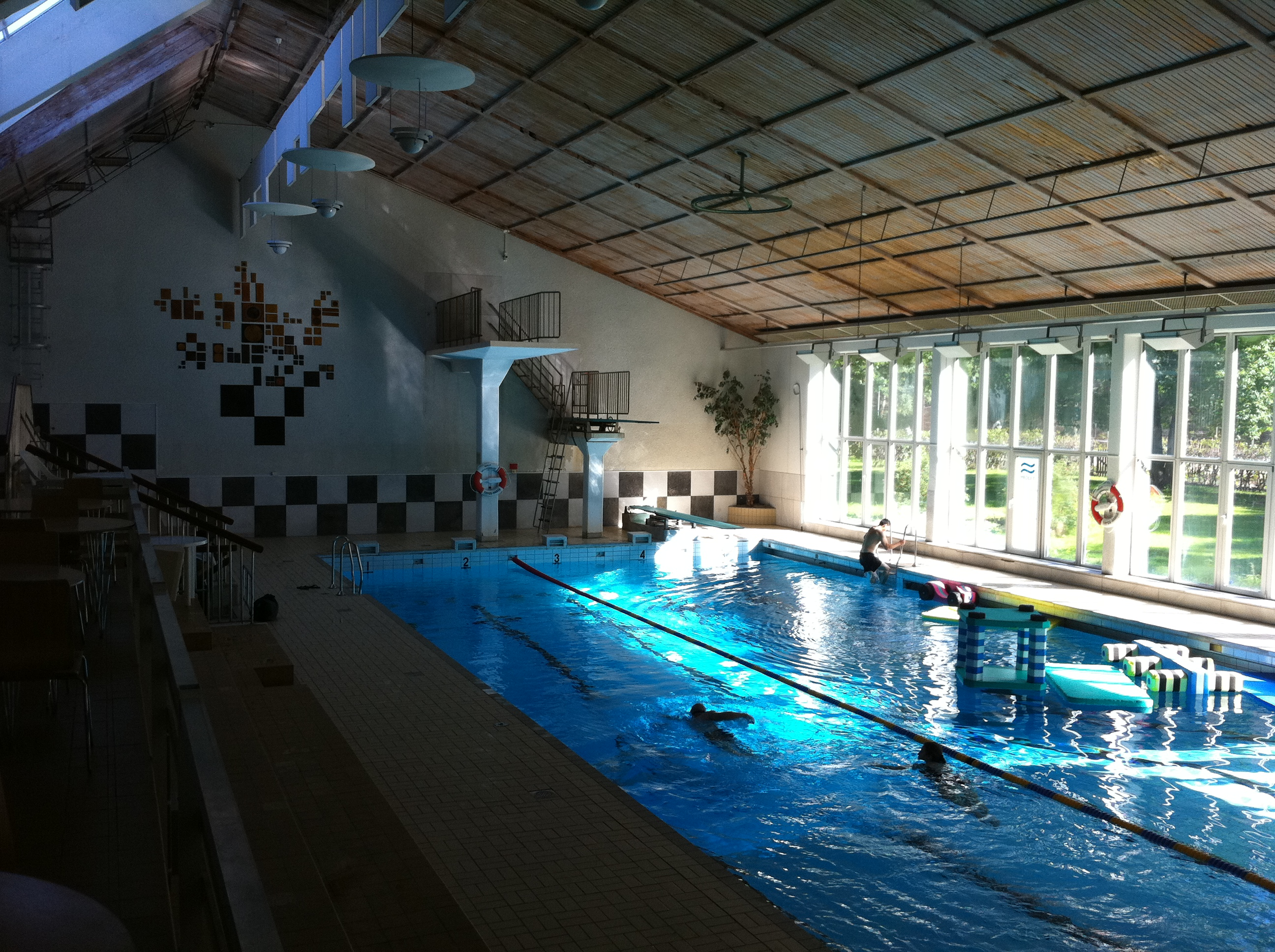
Simhallen 2011.
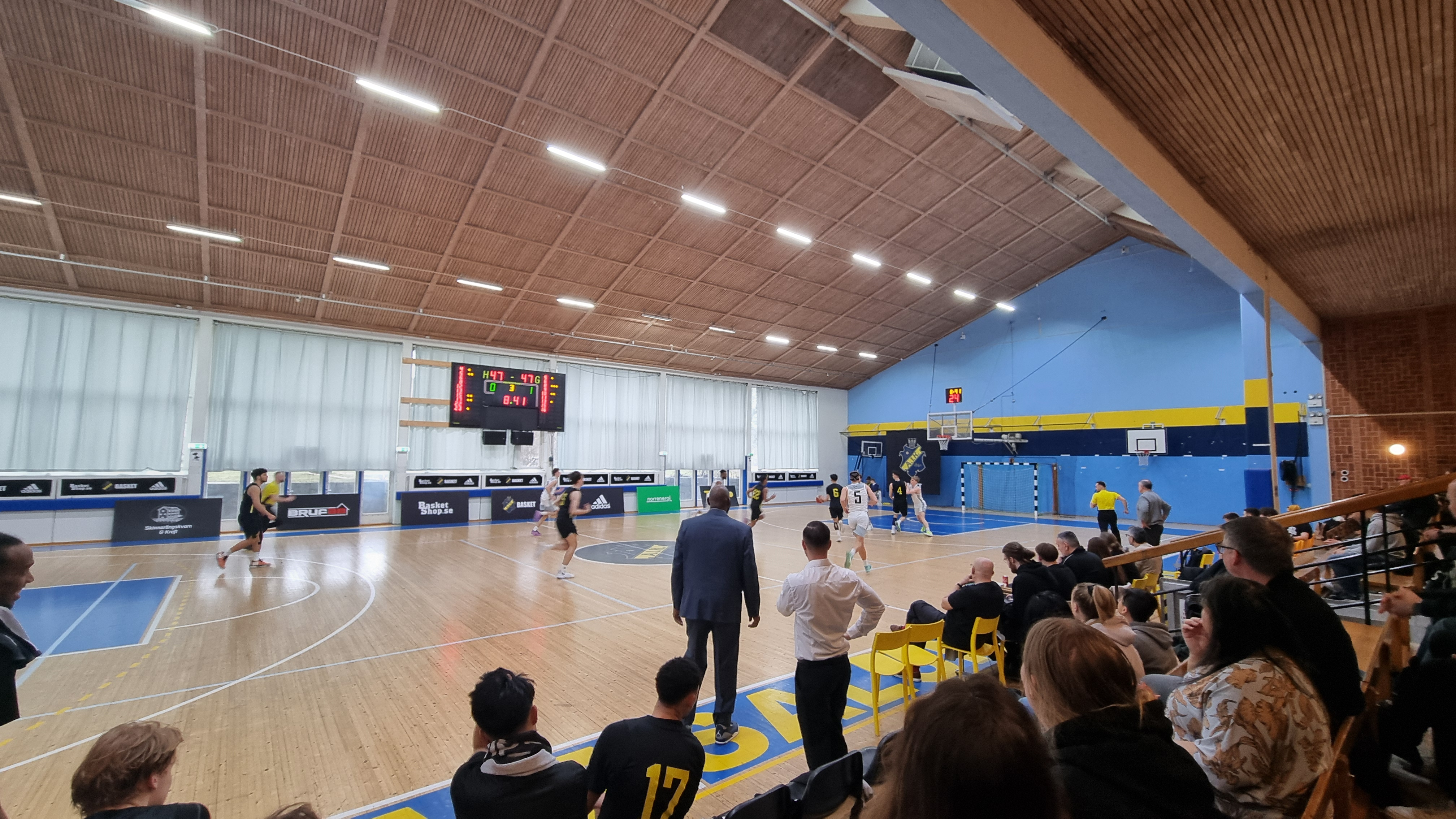
Baskethallen 2024.

## Karta
- Bing Maps